# Pierre Cuillier-Perron
Pierre François Cuillier-Perron (Luceau, 6 agosto 1753 – Authon (Loir-et-Cher), 21 maggio 1834) è stato un militare e avventuriero francese.
Trascorse oltre vent'anni in India al servizio delle forze locali che si opponevano gli occupanti britannici.

## Biografia
Pierre François Cuillier era figlio di un mastro tessitore. In India aggiunse al suo nome quello di  Perron (un diminutivo di Pierre) ed è maggiormente noto come Géneral Perron.
Nel 1780 si recò in India su una fregata francese come marinaio semplice. Sbarcato sulla costa del Malabar, si diresse poi verso il nord dell'India, dove si arruolò nel corpo del rana dello stato di Gohad, sotto il comando di uno scozzese di nome Sangster. Nel 1790 entrò al servizio del generalissimo De Boigne e gli fu affidato il comando della seconda brigata.
Nel 1795 contribuì alla vittoria dei Maratti nizam di Hyderabad nella battaglia di Kardla. Il generale De Boigne, ritiratori dal servizio per motivi di salute, nominò come suo successore Perron, in quanto era il suo uomo più fidato. Perron divenne così il comandante in capo dell'esercito di Mahadaji Sindhia. Nella battaglia di Malpura (1800), sconfisse le forze Rajput.
Dopo la battaglia di Ujjain (1801) fu tradito dall'amico Bourguien, allora al comando della seconda brigata, che si rifiutò di inviare le sue truppe in aiuto di Sindhia. Questo tradimento e lo scoppio della guerra tra Sindhia e i britannici nel 1803 furono un disastro per Sindhia, che perse gran parte della sua fortuna. Egli permise a Perron di raggiungere gli ultimi possedimenti francesi nella speranza di trovarvi aiuto. Questi intrighi politici che opponevano l'Impero britannico all'ultimo reggente indiano autonomo, e in ultima analisi agli interessi francesi, sembrano aver macchiato ingiustamente la reputazione di Perron: ciò è dovuto in gran parte al tradimento di Bourguien che si arrese ai britannici e che raccontò loro bugie su Perron, come le prove storiche dimostrarono in seguito.
Durante le successive battaglie di Aligarh (1º - 4 settembre 1803), di Delhi (11 settembre 1803), di Assaye (23 settembre 1803) e di Laswari (1º novembre 1803) i battaglioni di Perron furono sistematicamente sconfitti da Lord Lake e Arthur Wellesley.
Perron tornò in Francia, con un'ingente fortuna, nel 1806.
Morì il 21 maggio 1834 nel suo château du Fresne ed è sepolto nel cimitero di Authon.

## Gli edifici

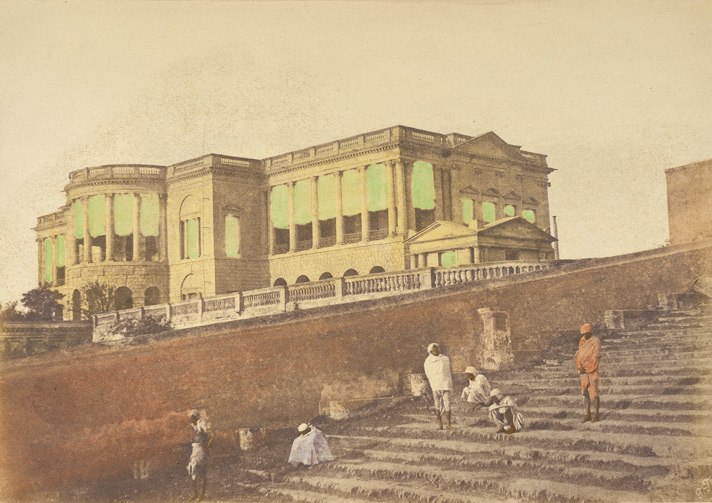
Palazzo di Perron a Chinsurah

Il Sir Shah Sulaiman Hall, l'edificio principale della Prévôté de Bureau (blocco amministrativo), fu costruito su suo ordine nel 1802.
La sontuosa residenza che aveva costruito per sé a Chinsurah divenne la sede dell'Hooghly Mohsin College dal 1837 al 1937.